# Университет Пуэрто-Рико
Университет Пуэрто-Рико (исп. Universidad de Puerto Rico; UPR) — крупнейший государственный вуз территории Пуэрто-Рико. 
Основан в 1903 году. Имеет 11 филиалов (кампусов) по всему острову. Язык преподавания — испанский, но сама система образования копирует американскую модель. 
Реестр университета достигает 64 740 студентов и 5 300 персонала (2010). Образование бесплатно для резидентов острова.